# 松屋町筋

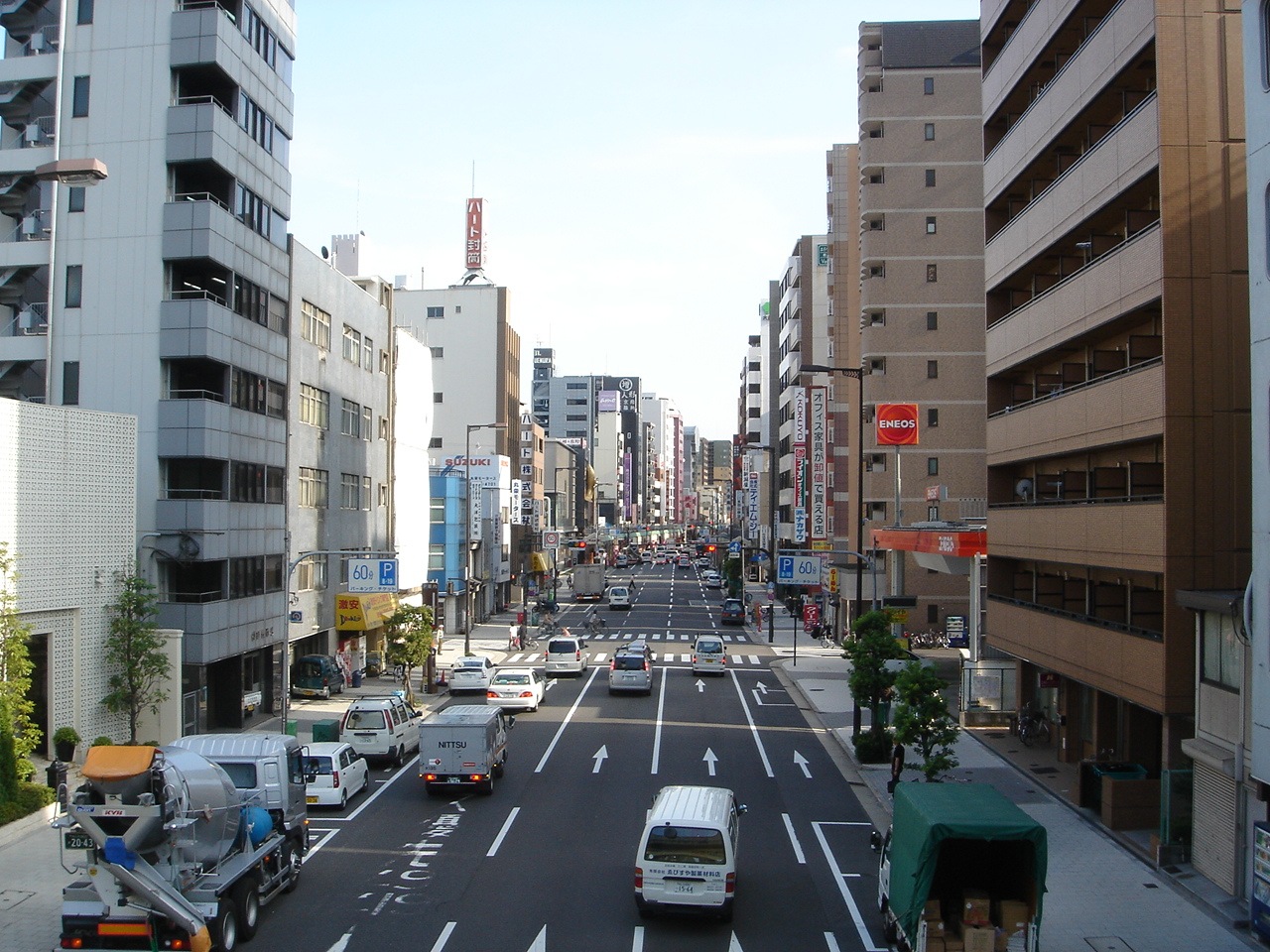
中央区農人橋2丁目付近（2007年7月）

松屋町筋（まつやまちすじ）は、大阪府大阪市を南北に縦断する主要地方道の愛称。町名の松屋町と同様に、「まっちゃまちすじ」と発音されることが多い。

## 概要
区間は天神橋交差点（土佐堀通・天神橋筋）から公園北口交差点（国道25号）までの約4.1kmで、全線大阪市道天神橋天王寺線の一部区間に当たる。
学園坂交差点以北は南行き一方通行となっており、西側を並走する北行き一方通行の堺筋と対になっている。
時間帯・曜日により、制限速度が50キロの場合と、60キロの場合がある。
概ね上町台地の西麓を通るため、東へ曲がると谷町筋にかけて上り坂になっており、とりわけ下寺町交差点（千日前通）以南では急坂になっている。
道路愛称の由来である中央区松屋町付近には雛人形や五月人形・玩具・駄菓子などの問屋街が広がっている。また、天王寺区下寺町および浪速区下寺のそれぞれ南部にはオートバイ販売店が集中しており、バイク通りとも呼ばれている。

## 歴史
松屋町筋の名称は1806年（文化3年）の地図が初見で、当初は天神橋以北と同様に天神橋筋と呼ばれていた。
- 1932年（昭和7年）1月 - 大阪市第1次都市計画事業に伴い、3.3間幅から13間幅へ拡幅工事着手。
- 1938年（昭和13年）7月 - 拡幅工事完成。
- 1970年（昭和45年）1月 - 南行き一方通行開始。

## 沿線情報
北区
- 中之島
  - 中之島公園

中央区
- 大阪大林ビル
- 日本郵政グループ関連ビル
- カプコン本社ビル
- マイドームおおさか
- 大阪商工会議所
- 松屋町・松屋町商店街
- 空堀商店街

天王寺区
- 生國魂神社

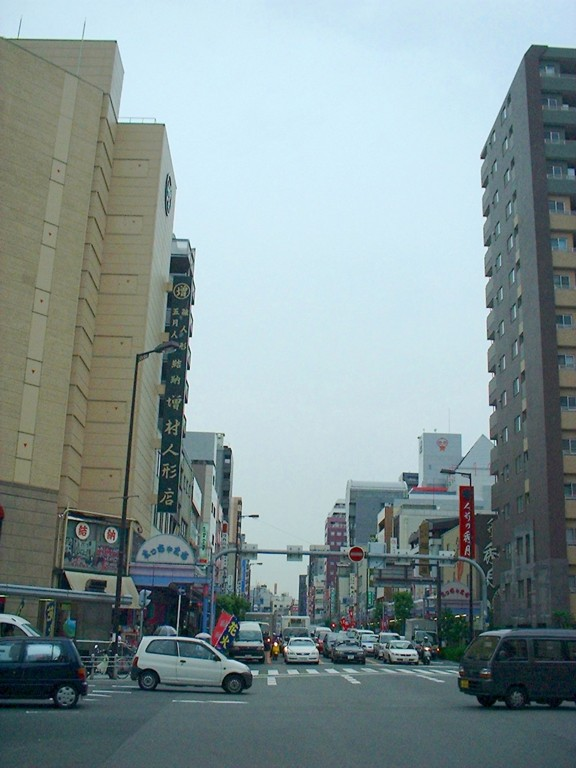
松屋町界隈・松屋町交差点から北望

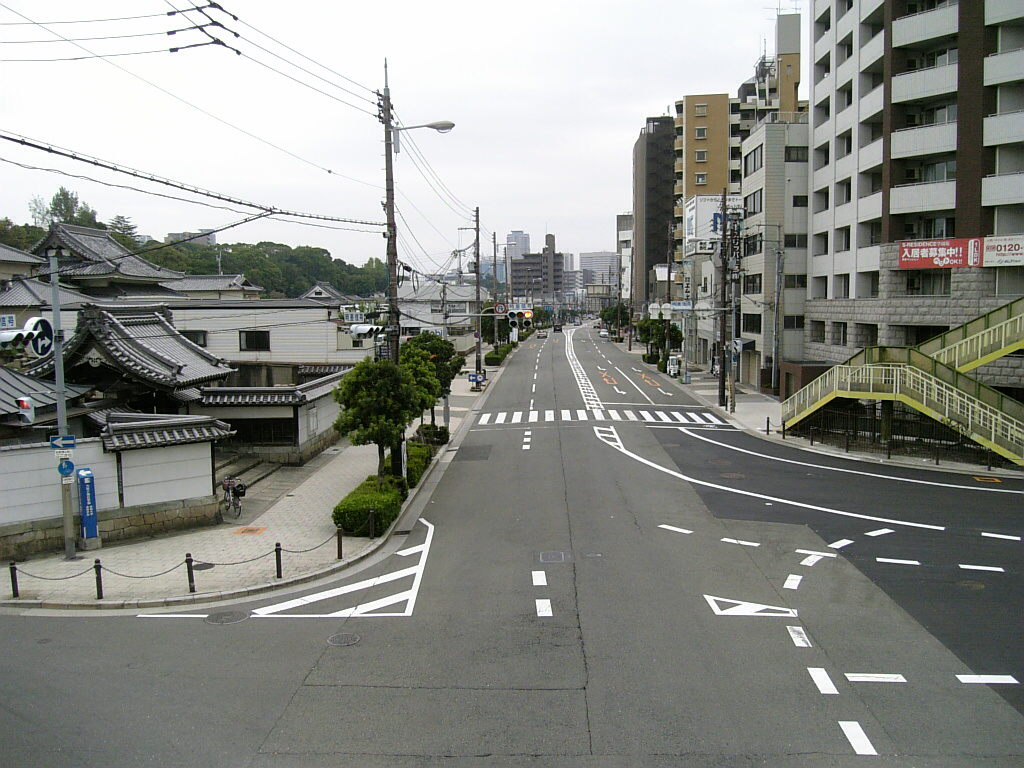
下寺町界隈・学園坂交差点から南望

- 天王寺七坂（真言坂、源聖寺坂、口縄坂、愛染坂、清水坂、天神坂、逢坂）
- 安居神社 - 真田信繁（幸村）討死の地とされる。
- 一心寺 - 本多忠朝の墓がある。
- 天王寺公園・天王寺動物園・大阪市立美術館・茶臼山

## 交差する道路
| 接続する道路 西← ＜松屋町筋＞ →東                      | 接続する道路 西← ＜松屋町筋＞ →東        | 交差点   | 交差点 |
| ------------------------------------------------------ | ---------------------------------------- | -------- | ------ |
| ＜天神橋筋＞ 大阪府道102号恵美須南森町線（南森町方面） |                                          |          |        |
| ＜土佐堀通＞ 大阪府道168号石切大阪線                   | ＜土佐堀通＞ 大阪府道168号石切大阪線     | 天神橋   | 中央区 |
| ＜本町通＞                                             | ＜本町通＞                               | 内本町2  | 中央区 |
| ＜中央大通＞ 大阪市道築港深江線                        | ＜中央大通＞ 大阪市道築港深江線          | 農人橋   | 中央区 |
| 阪神高速13号東大阪線                                   |                                          |          | 中央区 |
| ＜長堀通＞ 国道308号                                   | ＜長堀通＞ 国道308号                     | 松屋町   | 中央区 |
| ＜千日前通＞ 大阪府道702号大阪枚岡奈良線               | ＜千日前通＞ 大阪府道702号大阪枚岡奈良線 | 下寺町   | 中央区 |
| 都市計画道路難波足代線                                 | 都市計画道路難波足代線                   | 学園坂   | 中央区 |
| 阪神高速1号環状線 夕陽丘出入口                         | 都市計画道路難波足代線                   | 学園坂   | 中央区 |
| 国道25号                                               | 国道25号                                 | 公園北口 | 中央区 |
| （天王寺公園・一心寺方面）                             |                                          |          |        |